# ثقبة عوراء للعظم الجبهي
الثقبة العوراء للعظم الجبهي (بالإنجليزية: Foramen cecum of the frontal bone)‏ يوجد في نهاية العرف الجبهي ضمن العظم الجبهي على شكل ثلمة، حيث التمفصل مع العظم الغربالي.
تختلف الثقبة العوراء من حيث الحجم من شخصٍ لآخر، وتنقل وريدا مشبريا من الأنف إلى الجيب السهمي العلوي. لذلك لها أهمية سريرية، حيث أن العدوى التي تصيب الأنف يمكن أن تنتقل إلى السحايا والدماغ ضمن ما يعرف بمثلث الخطر في الوجه.

## صور إضافية

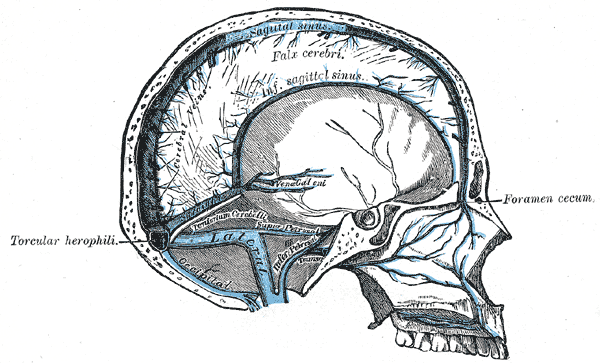
مقطع للجمجمة يظهر فيه تجاويف الأم الجافية.
صورة لثقوب الجمجمة. الثقبة العوراء مؤشرة في أعلى اليسار.
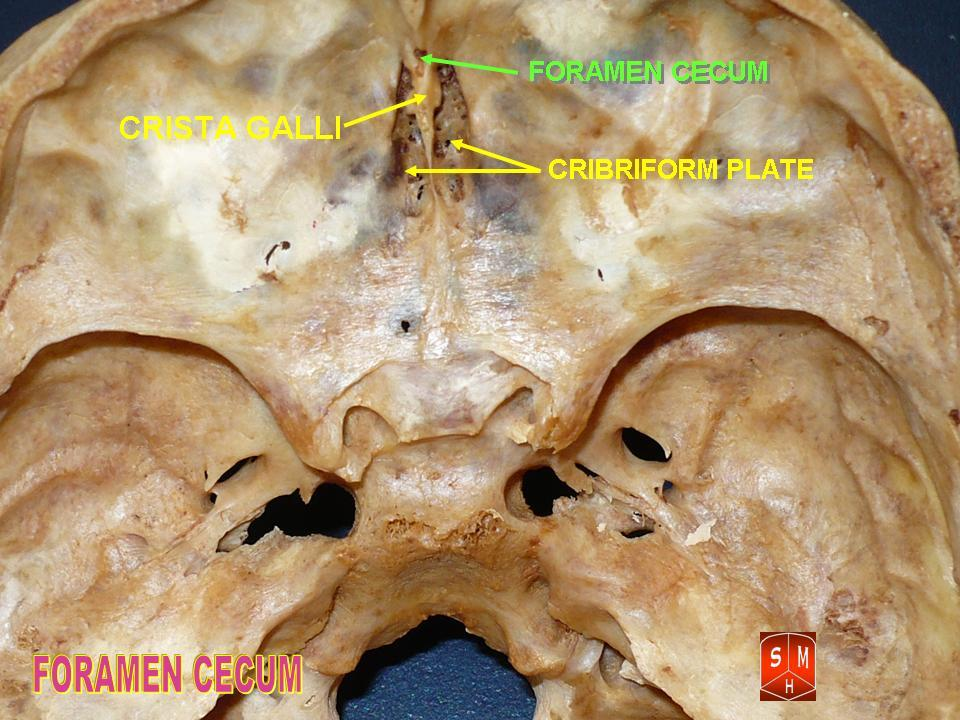
الثقبة العوراء
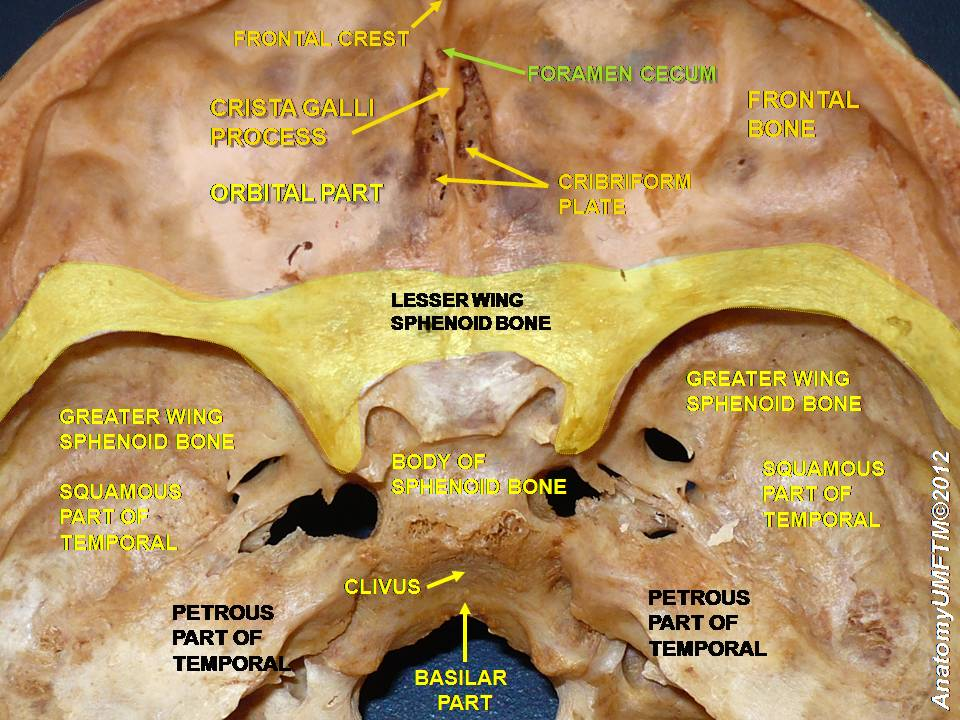
الثقبة العوراء

## طالع
- ثقبة (تشريح)
- عظم جبهي